# Mike Stefanik
Michael Paul Stefanik (* 20. Mai 1958 in Wilbraham, Massachusetts; † 15. September 2019 in Sterling, Windham County, Connecticut) war ein US-amerikanischer NASCAR-Fahrer. Er galt als einer der besten Fahrer in der Geschichte der NASCAR Whelen Modified Tour und war auch in der NASCAR Craftsman Truck Series aktiv.

## Karriere
In der Zeit von 1989 bis 1998 gewann Stefanik viermal die Meisterschaft in der Whelen Modified Tour, dabei holte er auch zwei aufeinander folgende Titel in den Jahren 1997 und 1998. Zudem war er auch sehr erfolgreich in der NASCAR Busch North Series, der heutigen NASCAR K&N Pro Series East. Dort gewann er ebenfalls in den Jahren 1997 und 1998 den Titel. Dadurch ist er der einzige Fahrer, der in zwei verschiedenen NASCAR-Serien zweimal nacheinander die Meisterschaft gewann.
Nach den erfolgreichen Jahren in der Whelen Modified Tour und der Busch North Series erhielt Stefanik einen Platz in einem Craftsman-Truck-Series-Team. Im Jahre 1999 fuhr er dort die volle Saison. Der große Durchbruch gelang ihm jedoch nie. Er kam insgesamt zehnmal in die Top 10 und nur einmal in die Top 5. Sein bestes Ergebnis war ein zweiter Platz im Saisoneröffnungsrennen der Saison 1999 auf dem Homestead-Miami Speedway. Die durchschnittliche Ankunftsposition im Ziel war 13,8. Er wurde mit einem 13. Platz in der Gesamtwertung Rookie of the Year, Neuling des Jahres.
Des Weiteren fuhr Stefanik von 1992 bis 2000 vereinzelte Rennen in der NASCAR Busch Grand National Series. Dort war er jedoch nicht sehr erfolgreich und holte nur eine Top-10-Platzierung im Jahre 1992 auf dem New Hampshire International Speedway. Während all seiner Auftritte in Busch Grand National Series und Craftsman Truck Series führte Stefanik nur drei Runden.
Anschließend kehrte er wieder zur Whelen Modified Tour zurück, wo er 2001 und 2002 erneut die Meisterschaft gewann. Im Jahre 2003 wurde Stefanik aufgrund seiner bis dahin sechs Titel in die Gruppe der besten Whelen-Modified-Tour-Fahrer aller Zeiten gewählt. Im Jahre 2006 gewann er erneut die Meisterschaft, damit hat er gemeinsam mit Jerry Cook die meisten Titel, die ein Fahrer je in der Whelen Modified Tour einfahren konnte, nämlich sieben. Außerdem liegt er in der Liste der gesamten NASCAR-Titel aus allen Rennserien der NASCAR gleichauf mit dem bereits verstorbenen Richie Evans. Beide haben neun Meisterschaften in NASCAR-Serien gewonnen.
Stefanik starb 61-jährig im September 2019 beim Absturz eines Ultraleichtflugzeuges vom Typ Aero-Works Aerolite 103 im ländlichen Connecticut.